# Sân bay Lubango
Sân bay Lubango là một sân bay ở Lubango, Angola (IATA: SDD, ICAO: FNUB). Sân bay Lubango có một đường băng dài 2871 m bề mặt nhựa đường.

## Các hãng hàng không và các tuyến điểm
Hiện có các hãng hàng không sau đang hoạt động tại sân bay này:
- Air Namibia (Luanda, Windhoek)
- SonAir
- TAAG Angola Airlines (Catumbela, Huambo, Luanda, Onjiva, Windhoek)